# Bërëlëch
Il Bërëlëch (in russo Бёрёлёх?, anche noto come Bërëlëëch; in jacuto Бөрөлөөх) è un fiume della Siberia nordorientale (Repubblica autonoma della Sacha-Jacuzia), affluente di sinistra della Indigirka (bacino idrografico del mare della Siberia orientale). Nel suo medio corso il fiume è noto con il nome di Elon'.
Ha origine dalla confluenza dei due rami sorgentizi Čamaga-Okatyn e Kemel'kan-Okat, sul versante orientale delle alture Polousnyj e scorre per la gran parte del suo percorso nel bassopiano della Jana e dell'Indigirka, una vasta pianura paludosa coperta dalla tundra, ghiacciata per la maggior parte dell'anno (ottobre-primi di giugno); il fiume mantiene su tutto il percorso una direzione prevalentemente nordorientale. Sfocia da sinistra nella zona deltizia della Indigirka, alcune decine di chilometri a valle dell'insediamento di Čokurdach.
Le grosse difficoltà di drenaggio superficiale delle acque porta alla formazione di numerosissimi piccoli laghi (circa 9.000 nell'intero bacino, per una superficie complessiva di 1.600 km²). I maggiori affluenti sono Kyyllaach, Sygaannaach e Aryy-Mas, tutti provenienti dalla destra idrografica; di scarso rilievo sono gli affluenti di sinistra.
Il Bërëlëch attraversa una regione a bassissima densità di popolazione e non incontra alcun centro urbano rilevante in tutto il percorso. A causa del clima artico del suo bacino le sue acque sono congelate per la maggior parte dell'anno, mediamente da metà autunno all'inizio dell'estate.